# Place Masui
Pour les articles homonymes, voir Masui.
La place Masui (en néerlandais : Masuiplein) est une place bruxelloise, située sur la rue des Palais, à la frontière des communes de Bruxelles-ville et Schaerbeek.

## Histoire et description
La place porte le nom d'un ingénieur belge, Jean-Baptiste Masui, né à Bruxelles le 17 janvier 1798 et décédé à Bruxelles le 11 décembre 1860.
La numérotation des habitations va de 1 à 34 dans le sens des aiguilles d'une montre.

## Adresses notables
- no 17 : Mission Évangélique internationale Arche de Noé
- no 13 : Zinneke asbl/vzw